# Papegaaitje
Het papegaaitje (Chloroclysta siterata) is een nachtvlinder uit de familie Geometridae, de spanners. De voorvleugellengte bedraagt tussen de 14 en 17 millimeter.
De vlinder komt voor in het grootste deel van Europa en Centraal-Azië. De Engelse naam red-green carpet doet deze vlinder met een opvallende tekening, overwegend groen met rode vegen, recht.

## Levenscyclus
De vliegtijd van de enige generatie per jaar is van begin september tot in november en na te hebben overwinterd van maart tot en met mei. De paring geschiedt in het najaar, waarna de mannetjes sterven. Alleen vrouwtjes overwinteren na de bevruchting, als imago, en zetten hun eitjes pas in het voorjaar pas af.

## Waardplanten
Waardplanten van de rupsen zijn voornamelijk eiken, de wilde lijsterbes en andere loofbomen. De vlinders voeden zich onder meer met nectar van klimopbloesem en wilgenkatjes.

## Voorkomen in Nederland en België
In Nederland en België is deze vlinder vrij zeldzaam, maar komt met uitzondering van het noordwesten van Nederland verspreid over het hele gebied voor.